# 文化省 (タイ)
文化省 (タイ語:กระทรวงวัฒนธรรม、英語：Ministry of Culture）は、タイ王国政府の省の一つ。2002年に設置。

## 概要
文化省は、国家の文化、言語、宗教、習俗、伝統に関する政策を担当する。内閣の閣僚である文化大臣が省の長となる。

## 歴史
政府の文化行政は現在の形に至るまでに長い年月をかけて改善と刷新を行われてきた。まず国家文化会議事業局が開設され、1952年3月12日にプレーク・ピブーンソンクラーム首相によって文化省に昇格し、内閣官房の直轄に置かれた。1958年の政変の中で省庁改組法が制定され、文化省は解散、教育省に吸収された。 その後2002年10月2日に省庁改組法が制定され、再び文化省が設置された。

## 所在地
バンコク バーンプラット区 バーンバムル地区 ボロムラーチャチョンナニー通り　666 （เลขที่ 666 ถนนบรมราชชนนี แขวงบางบำหรุ เขตบางพลัด กรุงเทพฯ 10700）

## 部局

### 事務
- 大臣官房
- 次官事務局

### 内部部局
- 宗教局（กรมการศาสนา）
- 芸術局
- 文化振興局
- 現代芸術文化事務局

### 省関連の公共機関・公社
- シリントーン人類学センター（ศูนย์มานุษยวิทยาสิรินธร）
- 芸術振興研究所（สถาบันบัณฑิตพัฒนศิลป์）

## 関連事項
- 内閣 (タイ)